# 松井詩
松井 詩（まつい しほり、1995年2月20日 - ）は、日本のモデル。2020  Miss SAKE Japan。身長164cm。趣味・特技は英会話、料理、牛の搾乳、農作業。家族は両親と兄。血液型はA型。

## 略歴
- 1995年（平成7年）2月2日 - 東京都生まれ
- 2014年 - United World College of South East Asia (UWCSEA)
- 2014年4月 - 帯広畜産大学共同獣医学課程在学 進学
  - 大学では、4年まで女子アイスホッケー部に所属
  - また、同大学真菌学研究室にて乳房炎原因菌に関する研究を進めている[2]
- 2016年10月 - 2017 ミス・ユニバース・ジャパン（MUJ）北海道代表に選出
- 2019年（令和元年）12月    - 2020 Miss SAKE北海道代表に選出
- 2020年（令和2年）7月6日 - 2020 Miss SAKE Japan グランプリ[3]
- 2021年（令和3年）3月 - 帯広畜産大学共同獣医学部卒業

## 人物
- 親の仕事の都合で5歳から10歳までを米国ニュージャージー州で生活し、一度、日本に戻った後、中学３年から高校卒業までをシンガポールで過ごす。その後は帯広畜産大学に進学し、獣医学を学ぶ。MUJへの応募は「影響力を持つ人になって、日本の獣医療の現状を多くの人に知ってもらいたい」との思いから。 大会事務局によると、「（審査では）国際観があり、はきはきと自分の意見を言う姿勢が評価された」。ジョイで非常勤講師として週2回、高校生らに英語の音読を指導する。[4]

2017ミス・ユニバース・ジャパン（MUJ）北海道代表
- ミス・ユニバース・ジャパンへの応募は「影響力を持つ人になって、日本の獣医療の現状を多くの人に知ってもらいたい」との思いから。[5]
- 「Ladies and gentlemen!」と英語のあいさつで切り出した自己PRでは、日本のペットの殺処分の現状に触れ、「日本の獣医療を改善するために世界と日本の懸け橋になりたい」と殺処分ゼロへの思いを訴えた。大会事務局によると、「（審査では）国際観があり、はきはきと自分の意見を言う姿勢が評価された」。グランプリが決まり、会場では上海から駆け付けた両親と喜びを分かち合った。

2020 Miss SAKE Japan 日本代表
- 2020年は世界5つの国と地域で選考会が開催され、応募総数2,000名を超える応募者の中から7代目として選ばれた。[6]2020年大会は、新型コロナウイルス感染症拡大の影響を受け、例年3月に実施される最終選考会が7月に延期された。

## 受賞歴
- 2017 ミス・ユニバース・ジャパン（MUJ）北海道代表
- 2020 ミス日本酒 北海道代表
- 2020 第8回 Miss SAKE（ミスサケ）Japan

## 出演

### テレビ
- 読売テレビ「ミヤネ屋」の特集「密着 ミス・ユニバース舞台裏」（2017年）
- 女性限定会員制クラブ「SALA（サラ）」の特別対談（十勝毎日新聞社主催）
- HBC「北のフロンティア」（2020年9月20日(日)午前6:15～）[7]

CM・プロモーションビデオ
- 鍋＆SAKEシリーズ（2021年、日本酒造組合中央会）